# Keine Post für den Oberst
Keine Post für den Oberst (Originaltitel: El Coronel no tiene quien le escriba; internationaler Titel: No One Writes to the Colonel) ist ein mexikanisch-französisch-spanisches Filmdrama aus dem Jahr 1999. Regie führte Arturo Ripstein, das Drehbuch schrieb seine Frau Paz Alicia Garciadiego nach der Novelle Der Oberst hat niemand, der ihm schreibt von Gabriel García Márquez aus dem Jahr 1961.

## Handlung
Ein ehemaliger Oberst, der am Krieg der Tausend Tage teilnahm, lebt gemeinsam mit seiner kranken Frau in einer Kleinstadt. Die Familie leidet unter finanziellen Schwierigkeiten. Der Oberst wartet auf die ihm vor 15 Jahren zugesprochene Pension. Einmal pro Woche geht er in den Hafen und fragt, ob Post für ihn angekommen sei. Genauso ihm wie auch seiner Ehefrau wird bewusst, dass er keinen Pensionsbescheid mehr bekommt. Trotzdem werden die wöchentliche Hafenbesuche aufrechterhalten.

## Kritiken
Film-Dienst schrieb, der Film setze „sich mit der lateinamerikanischen Lebensmisere auseinander“ und thematisiere „die Unausweichlichkeit des Schicksals“. Die „Sepiatönung der Bilder“ bringe „eine leise Melancholie zum Ausdruck, die sich jenseits aller Hoffnung längst ins Leben eingeschlichen hat und alle Empfindungen determiniert“.

## Auszeichnungen
Der Film wurde im Jahr 1999 für die Goldene Palme nominiert. Paz Alicia Garciadiego wurde 2000 für das Beste adaptierte Drehbuch für den Goya nominiert. Arturo Ripstein gewann 2000 den Latin America Cinema Award des Sundance Film Festivals.

## Hintergründe
Der Film wurde in Veracruz gedreht. Seine Produktionskosten betrugen schätzungsweise 3 Millionen US-Dollar. Nach der Weltpremiere am 2. Juni 1999 in Frankreich wurde der Film am 15. September 1999 auf dem Toronto International Film Festival und im Januar 2000 auf dem Sundance Film Festival gezeigt. In Spanien wurden ca. 128 Tsd. Kinobesucher gezählt.